# 皮亚纳-迪蒙特韦尔纳
皮亚纳-迪蒙特韦尔纳（義大利語：Piana di Monte Verna），是意大利卡塞塔省的一个市镇。总面积23平方公里，人口2418人，人口密度105.1人/平方公里（2009年）。ISTAT代码为061056。